# UFC Fight Night: Mendes vs. Lamas
UFC Fight Night: Mendes vs. Lamas foi um evento de artes marciais mistas promovido pelo Ultimate Fighting Championship, ocorrido em 4 de abril de 2015 no Patriot Center em Fairfax, Virgínia.

## Background
O evento principal será a luta entre os Pesos Penas Chad Mendes e Ricardo Lamas.
Bobby Green era esperado para enfrentar Jorge Masvidal. No entanto, Green lesionou-se e foi obrigado a deixar o card, dando lugar ao ex-campeão da categoria, Ben Henderson. Mais tarde, Henderson foi obrigado a deixar o card para substituir Stephen Thompson no card principal do UFC Fight Night: Broomfield. Henderson foi substituído por Al Iaquinta.
Clint Hester era esperado para enfrentar Luke Barnatt no evento, no entanto, uma lesão tirou Hester da luta e Barnatt foi movido para uma luta contra Mark Muñoz no UFC Fight Night: Edgar vs. Faber.

## Bônus da Noite
- Luta da Noite: O prêmio não foi dado à nenhuma luta.
- Performance da Noite:  Chad Mendes,  Juliana Peña,  Dustin Poirier e  Timothy Johnson